# Ernst Brunk

Ernst Brunk

Ernst Brunk (* 20. März 1883 in Bromberg; † 30. August 1942 in Bonn) war ein deutscher Industrieller und Politiker (DNVP).

## Leben
Ernst Brunk wurde als Sohn eines Geheimrates geboren. Nach dem Abitur 1901 am Humanistischen Gymnasium schlug er eine Offizierslaufbahn bei der Preußischen Armee ein. Er wurde Berufssoldat beim 2. Rheinischen Feldartillerie-Regiment Nr. 23 in Koblenz, nahm am Ersten Weltkrieg teil und wurde ab 1914 an der Westfront eingesetzt. Aufgrund einer Verwundung schied er 1915 als Königlich-Preußischer Hauptmann aus der Armee aus.
Im Januar 1916 wechselte Brunk in die rheinisch-westfälische Schwerindustrie und wurde später Beauftragter des Vorstandes der Gelsenkirchener Bergwerks-AG (GBAG). Anfang der 1930er Jahre war er als Industrieller in Berlin-Zehlendorf tätig. Darüber hinaus gehörte er zahlreichen wirtschaftlichen Verbänden und Vereinen an und war Aufsichtsratsmitglied diverser Aktiengesellschaften.
Brunk war von 1921 bis 1932 Mitglied des Preußischen Landtages. Bei der Reichstagswahl im November 1932 wurde er in den Deutschen Reichstag gewählt, dem er bis 1933 angehörte.
Ernst Brunk war mit Ida Massen verheiratet.